# استفانو بلون
استفانو بلون (انگلیسی: Stefano Bellone؛ زادهٔ ۲۳ آوریل ۱۹۵۵) ورزشکار شمشیربازی اهل ایتالیا است.
وی در مسابقات کشوری و بین‌المللی در مجموع برندهٔ ۱ مدال برنز شده‌است.